# Rocher de la Vierge
Ne doit pas être confondu avec Rocher de la Vierge (Belgique).
Le rocher de la Vierge est une curiosité naturelle touristique en forme de longue coque de navire, surplombée par une statue de la Vierge. C'est un monument emblématique de la ville de Biarritz dans les Pyrénées-Atlantiques. Du haut de ce rocher, on peut admirer toute la baie de Biarritz, sa Grande Plage d’un côté et de l’autre, la côte basque jusqu’aux Pyrénées.

## Situation
Le rocher est situé sur la commune de Biarritz, entre le Port-Vieux et le Port des pêcheurs. Les deux ports sont séparés par le rocher de l'Atalaye, sommet du promontoire dominant la mer, qui servait de lieu d'observation des baleines, et percé d'un tunnel de 75 mètres, creusé à l'initiative de Napoléon III en 1864. Le rocher est accessible par une passerelle ; il est possible de le traverser grâce à un tunnel.

## Histoire
Au XVe siècle, le rocher, dénommé rocher de Cucurlon était une presqu'île.
C'est l'empereur Napoléon III qui fait percer le rocher pour la construction d'un port-refuge et d'une digue. Un viaduc de 76 mètres est construit pour relier le rocher à la côte.
En 1864, des baleiniers biarrots de retour d'une pêche sont pris dans une tempête. Proches de la côte basque, ils n'arrivent pas à rejoindre le Port vieux de Biarritz et voient la mort arriver. En plein désespoir, ils sont éblouis par une lumière qu'ils vont suivre pour rentrer à terre, sains et saufs pour la plupart. Depuis, une statue de la Vierge, des ateliers Ducel & Fils de Bordeaux, et achetée à l'exposition franco-espagnole de Bayonne, commémore le retour miraculeux de ces baleiniers. La Vierge est bénie le 11 juin 1865, par le curé de Biarritz, l'abbé Casaux.
Une passerelle métallique conçue de 1886 à 1887 par les ateliers Schryver & Cie dans le Nord de la France et attribuée à tort aux ateliers Eiffel,, remplace une ancienne passerelle en bois datant de 1863.

## Anecdotes
Les cendres de l'actrice Maria Schneider (Le dernier tango à Paris) décédée le 3 février 2011, à l'âge de 58 ans, sont dispersées devant le rocher de la Vierge à Biarritz.

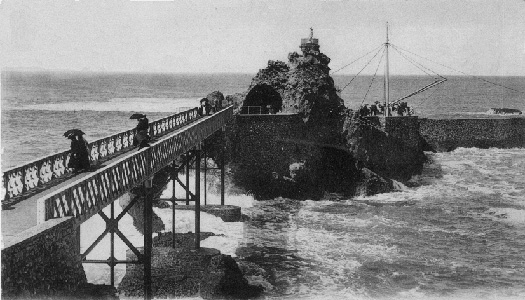
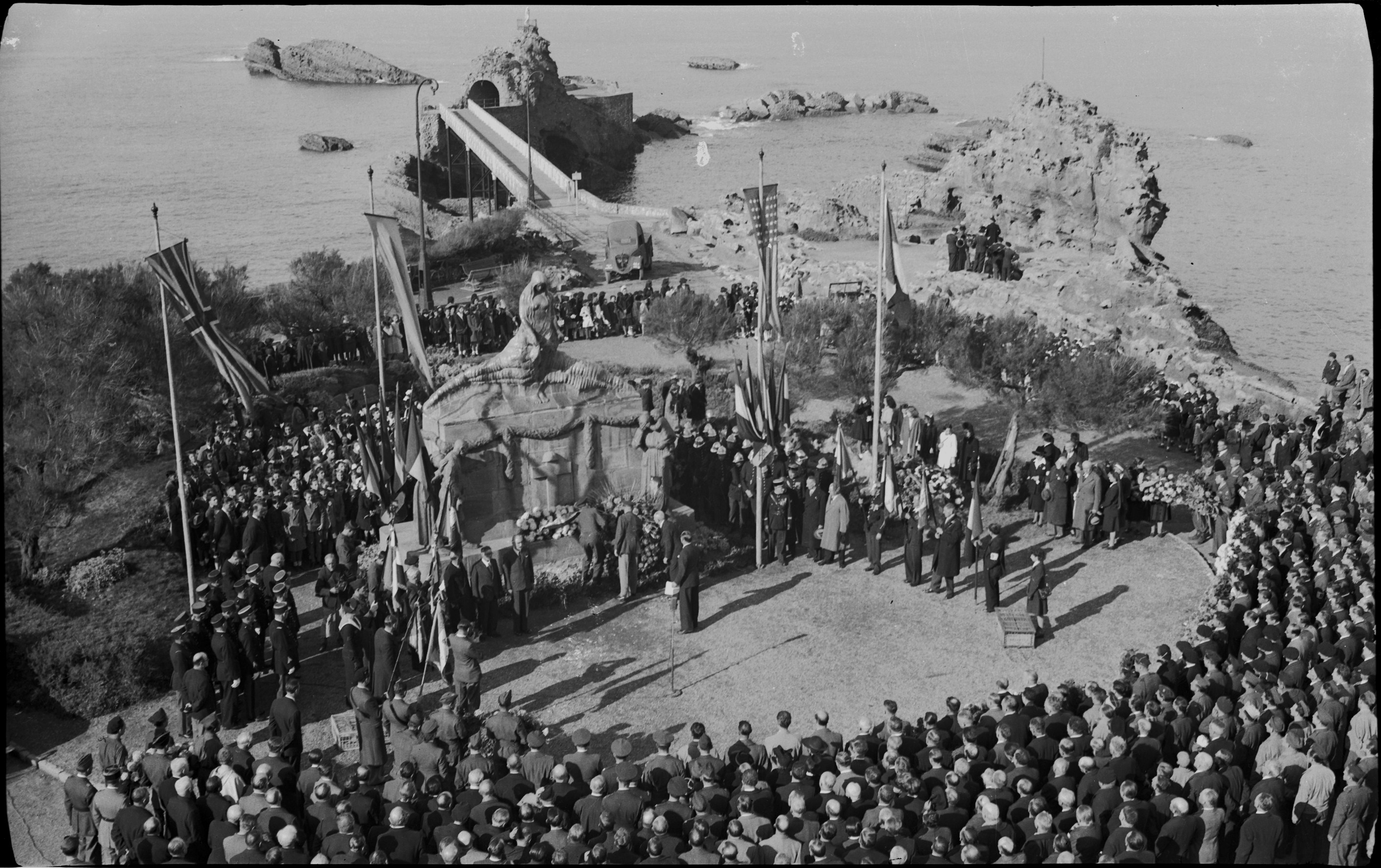
Le Roche de la Vierge à la fin de la Deuxième Guerre Mondiale (1945)